# 3DBenchy

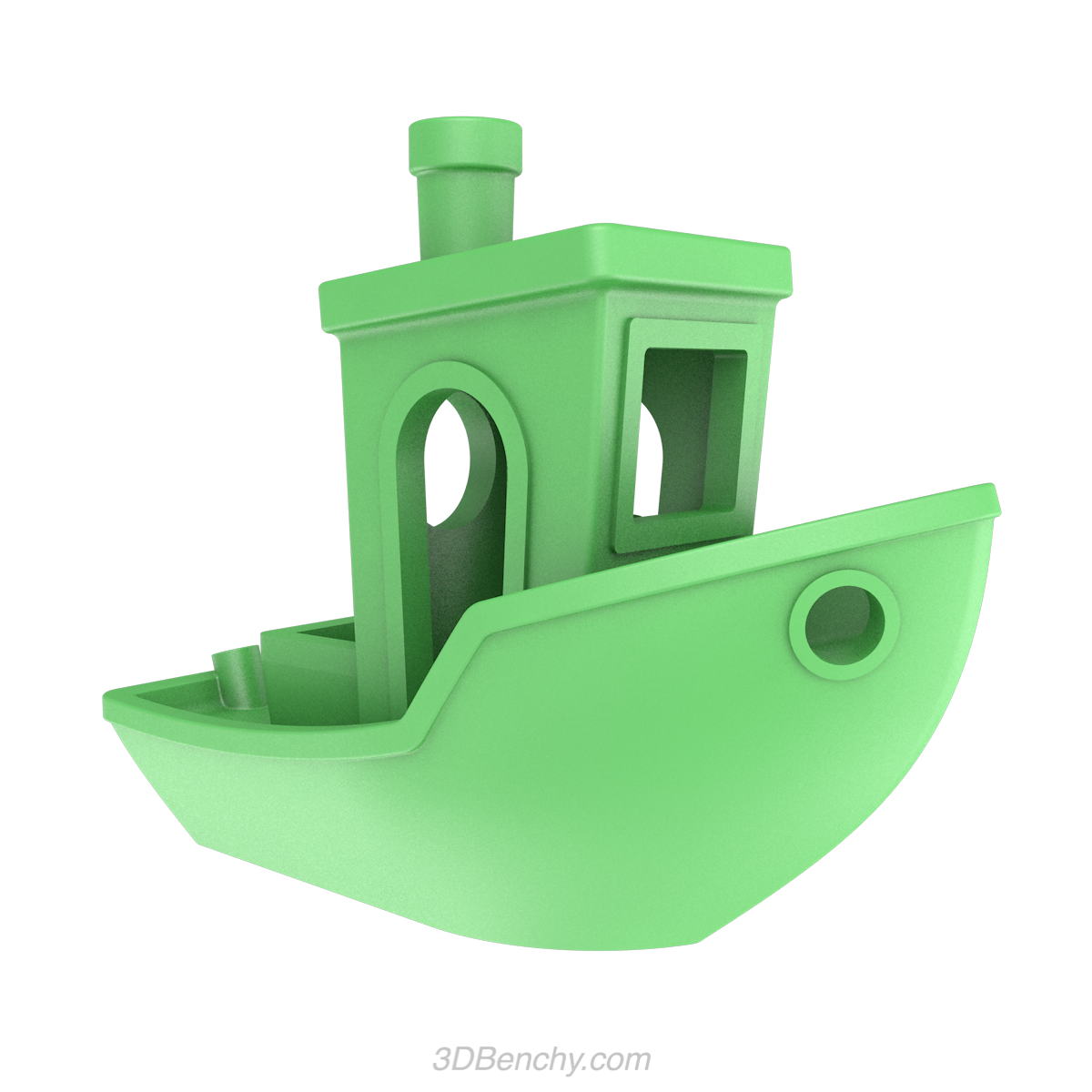
3DBenchy

3DBenchy è un file 3D progettato per testare l'accuratezza e le capacità di una stampante 3D (il nome deriva dalla parola inglese Benchmark). 3DBenchy è descritto dal suo creatore, lo studio svedese Creative Tools, come "il torture-test jolly per la stampa 3D".
La prima versione è stata rilasciata nell'aprile 2015, il modello in più parti, è stato pubblicato nel luglio 2015.

## Uso
3DBenchy viene spesso utilizzato per testare e confrontare le stampanti 3D quando vengono recensite poiché il modello include una serie di dettagli difficili da stampare, tra cui; simmetria (verifica della funzionalità delle ventole di raffreddamento), superfici curve sporgenti (senza supporti), superfici lisce, facce orizzontali planari, fori grandi, piccoli e inclinati, superfici a bassa pendenza, dettagli del primo strato, che include il logo del creatore e piccoli dettagli superficiali.
3DBenchy è progettato per essere misurato in punti specifici, per verificare l'accuratezza di una stampa, prendendo come parametri le tolleranze dimensionali, deformazioni, a un tempo di stampa relativamente breve di circa 1 ora.
La versione 3DBenchy multimateriale è stata creata per stampanti 3D in grado di stampare in più materiali o colori, il modello è composto da 17 singoli file a cui è possibile applicare impostazioni diverse.
3DBenchy può essere scaricato gratuitamente ed è disponibile con licenza Creative Commons Attribution-Sharealike, il che significa che può essere condiviso e modificato da chiunque.

## Galleria d'immagini

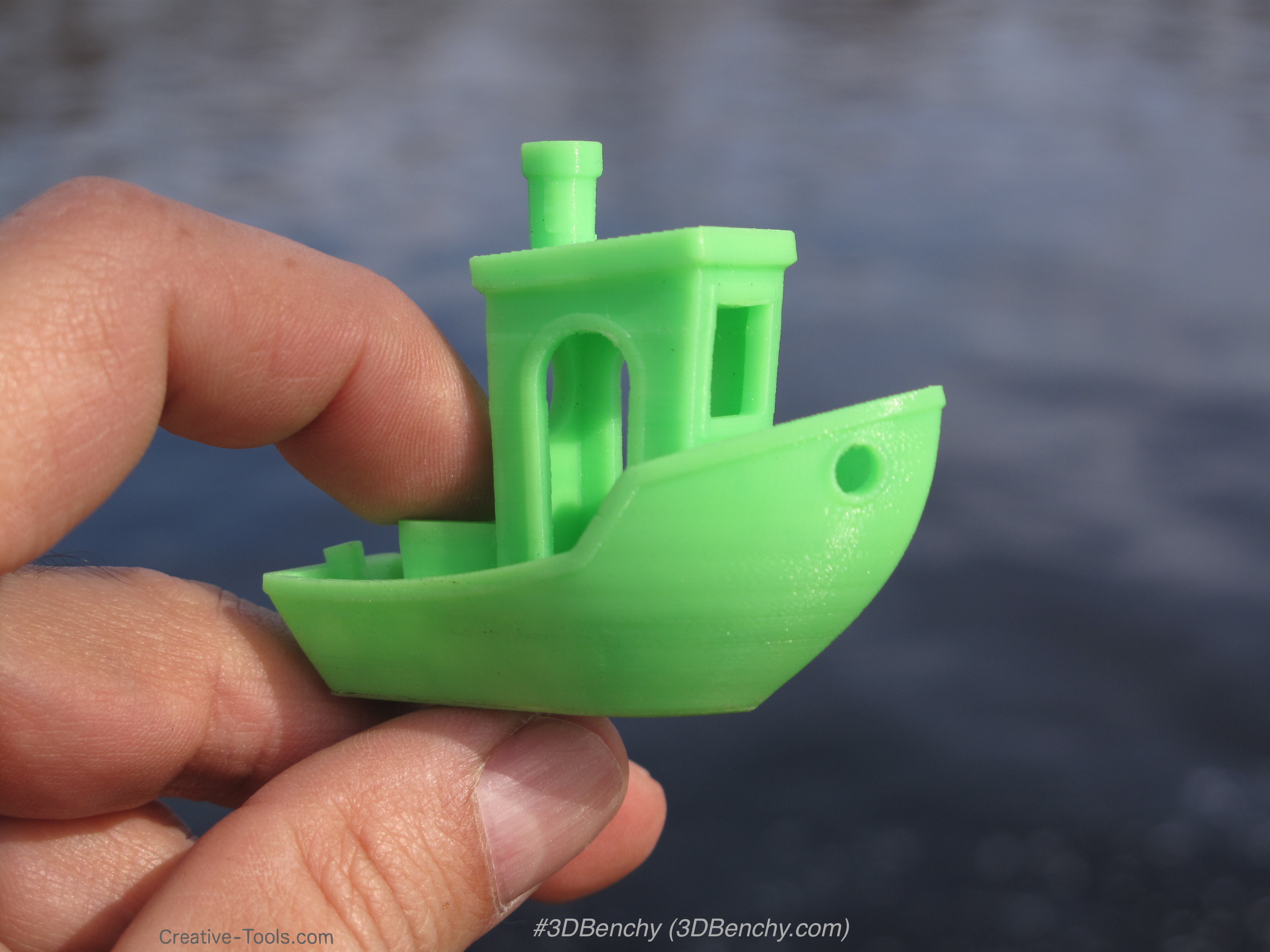
Un 3DBenchy stampato con una stampante 3D FDM.
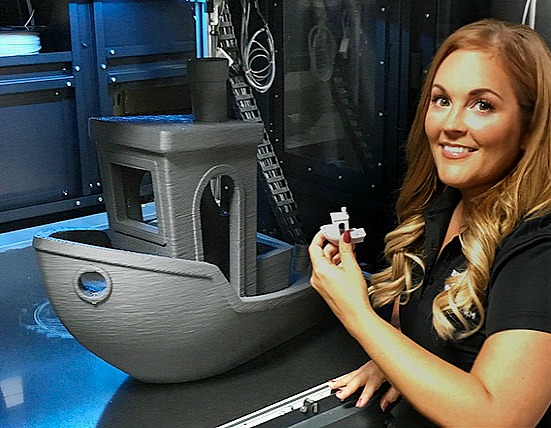
Una versione di 3DBenchy extra large (60 cm x 31 cm x 48 cm), stampato in PLA, realizzato con una stampante FDM di grande formato.
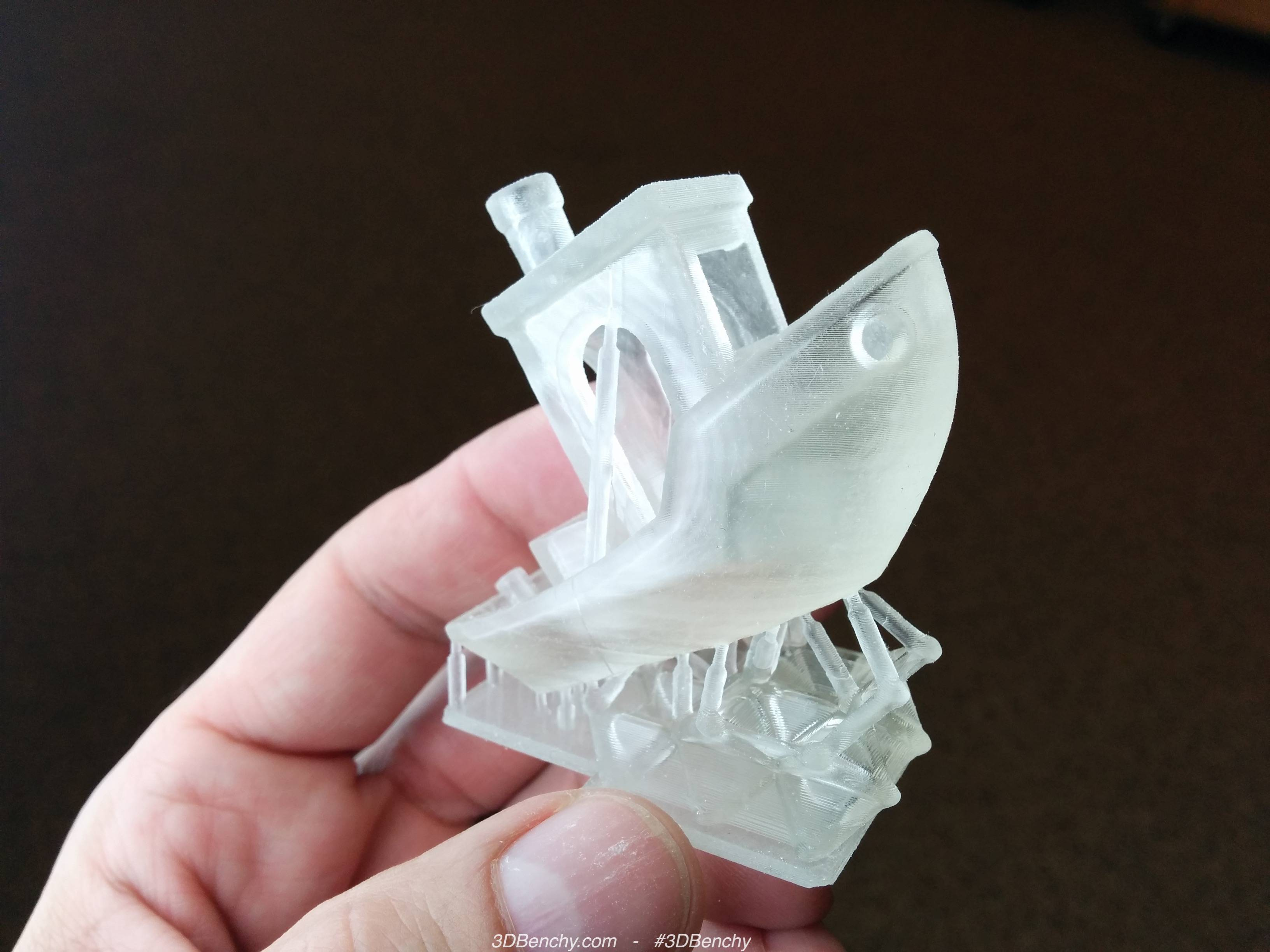
Un 3DBenchy stampato con una stampante 3D SLA con i supporti ancora attaccati.
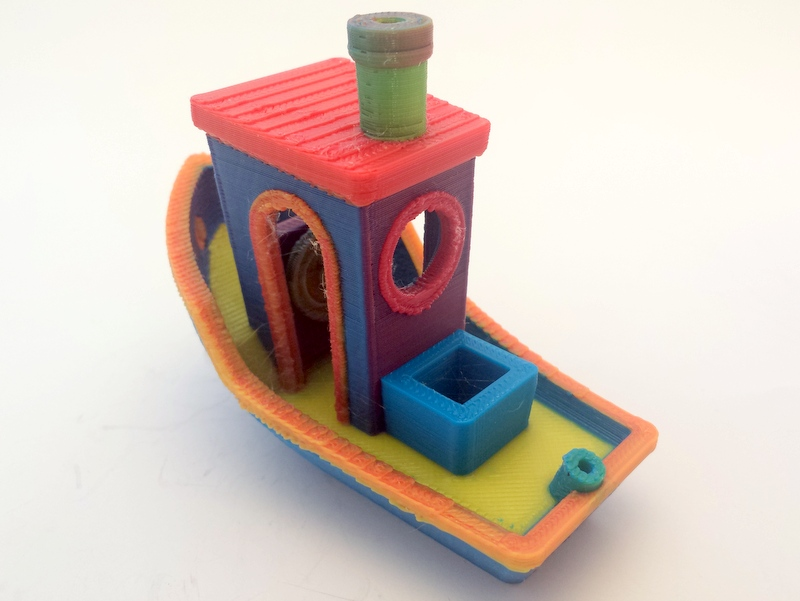
Un 3DBenchy multimateriale creato da una stampante 3D FDM utilizzando un estrusore multi-color, in cui ogni parte della barca è stata stampata in un colore diverso.
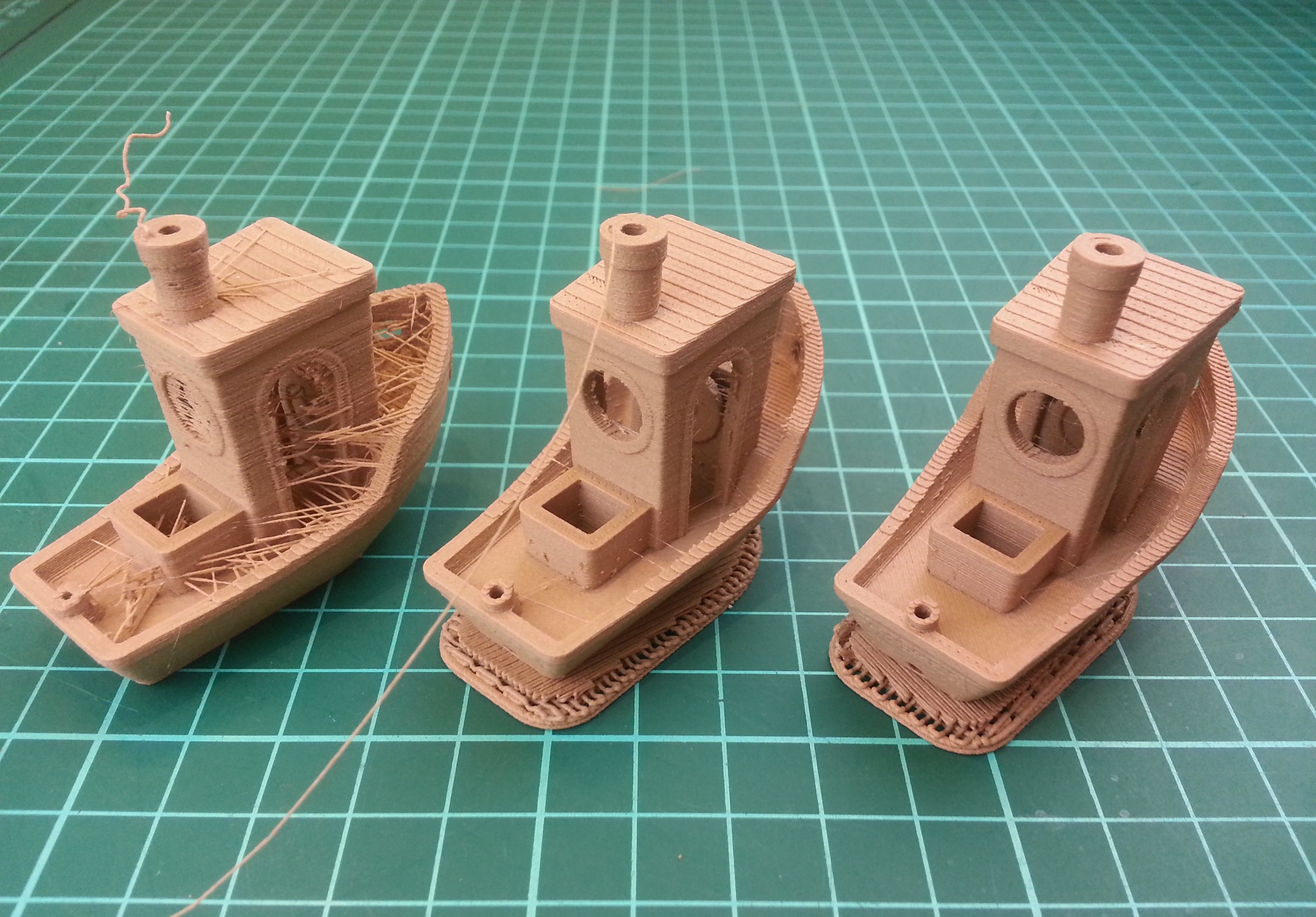
Diverse versioni di 3DBenchy stampate con una stampante 3D FDM che mostra diversi parametri di stampa, alcuni dei quali errati, che portano alla creazione di difetti
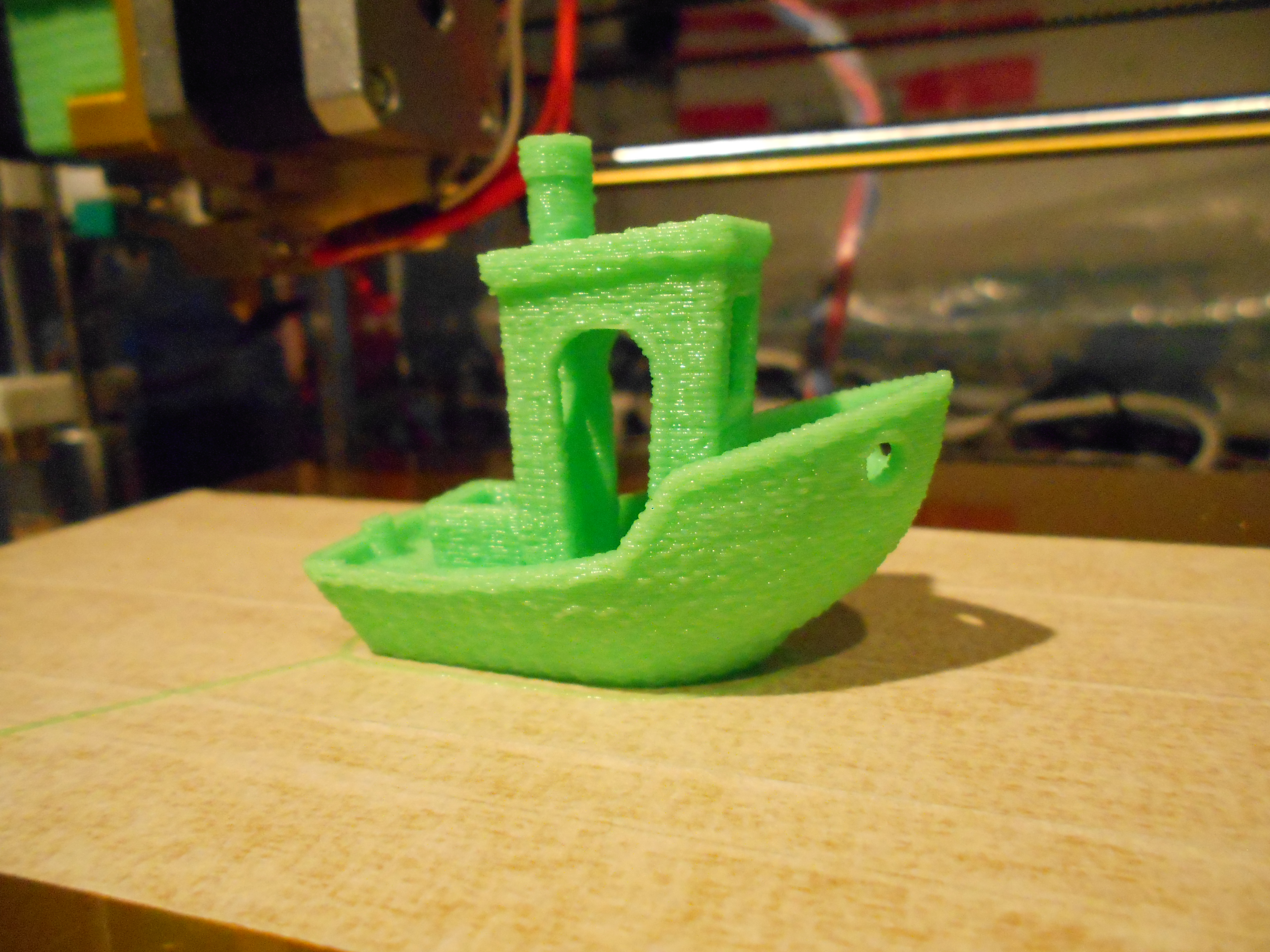
Un 3DBenchy creato da una stampante FDM scalibrata.